# 장화부인
장화부인(章和夫人, ? ~ 826년)은, 신라 흥덕왕(興德王)의 왕비이다. 《삼국유사》에는 창화부인(昌花夫人)이라고 하였다. 사후 정목왕후(定穆王后)로 추존되었으며, 흥덕왕과 합장되었다. 

## 생애
《삼국사기》와 《삼국유사》 모두 장화부인을 소성왕(昭聖王)의 딸이라고 언급하였으며 흥덕왕이 즉위하고 얼마 지나지 않은 흥덕왕 원년(826년) 겨울 12월에 사망하였다.
장화부인이 사망하였을 때 흥덕왕은 후비를 들이라는 신하들의 권고를 두고 "새도 제 짝을 잃으면 슬퍼할 줄 아는데 사람이 되어 자기 짝을 잃고 어찌 무정하게 다시 재혼하겠느냐"라며 이를 거절했고, 시녀도 가까이 하지 않아 옆에 시중드는 이는 환관밖에 없었다고 한다.
흥덕왕은 사망한 후에 장화부인과 합장되었다.

## 계보

### 김충공의 딸 정교와 동일인물?
《삼국사기》에는 헌덕왕 14년(822년)에 정월에 왕의 동복동생인 수종(秀宗, 흥덕왕)을 부군(副君)으로 삼아 월지궁(月池宮)에 들였고, 각간(角干) 충공(忠恭)의 딸 정교(貞嬌)를 맞아들여 태자비로 삼았다로 삼았다고 하고 있는데, 《삼국사기》에서 언급한 헌덕왕의 태자가 누구인지와 관련하여 정교가 장화부인과 동일인물인지 아닌지에 대한 논의가 존재한다. 
정교의 혼인 상대였다는 '헌덕왕의 태자'가 누구인지에 대해 조선 시대 권근이 사론(史論)을 쓴 《동국사략》(東國史略)은 정교가 혼인했다는 '헌덕왕의 태자'를 흥덕왕이라고 비정하고 장화부인과 정교가 동일인물이라고 서술하였으며, 《동국통감》도 같았다. 안정복도 《동사강목》에서 권근의 설을 따라 헌덕왕의 태자를 흥덕왕으로 비정하고 태자비 정교를 장화부인과 동일인물로 서술하였다.
수승 즉 흥덕왕이 헌덕왕 14년(822년)에 부군(副君) 또는 저이(儲貳)이 되었다는 이 '부군'이나 '저이'가 왕위 계승자인 '태자'를 표현하는 동의어라고 할 수 있다면 헌덕왕이 '태자'로 삼은 것은 친동생인 수승 즉 흥덕왕이 되겠지만, 김충공의 딸이라고 언급된 정교를 흥덕왕의 왕비 장화부인과 동일인물이라고 비정할 경우 《삼국사기》에서 장화부인을 소성왕의 딸이라고 한 언급과는 모순이 생기게 된다.
또한 《흥덕왕릉비편》 판독에 따르면 흥덕왕은 신라 혜공왕(惠恭王) 13년(777년)생으로 《삼국사기》에서 부군(저이)가 되었다고 하는 헌덕왕 14년(822년)에는 46세였다. 
근현대 이후 한국 학계에서는 삼국사기 해당 기사에 언급한 '헌덕왕의 태자'에 대해 기존의 학설대로 김수승(흥덕왕)이라고 비정하는 설 외에도 헌덕왕이 재취한 것이라는 설, 헌덕왕의 다른 태자설, 또는 김균정(金均貞)으로 비정하는 설 등이 제기되어 있다.

### 흥덕왕의 비 박씨
《구당서》(舊唐書)에는 흥덕왕 6년(831년)인 당 문종(唐文宗) 대화(大和) 5년에 당에서 김언승(헌덕왕)에 대한 조문과 함께 김경휘(흥덕왕)를 개부의동삼사 검교태위 사지절대도독계림주제군사 겸 지절충녕해군사 신라왕(開府儀同三司 檢校太尉 使持節大都督雞林州諸軍事 兼持節充寧海軍使新羅王)으로 책봉할 때 경휘의 어머니 박씨(朴氏)를 태비(太妃), 아내 박씨를 왕비(王妃)로 책봉하였다고 하고 있다. 이에 대해서 조선 초기의 학자 권근은 흥덕왕은 왕비가 죽은 뒤에 다시 왕비를 맞지 않았다는 기록을 근거로 신라에서 동성(同姓)과 혼인한 것을 숨겨서 왕비의 성을 박씨로 알린 것이고 실제로는 김씨이며 장화부인이 맞다고 하였으며 안정복도 이에 동의하여 흥덕왕에게는 장화부인 외에 다른 정비(正妃)가 없었다고 하였다.

### 내용주
1. ↑  《삼국사기》에 언급된 '부군'을 발해에서 국왕(가독부)의 장남을 가리켜 부르던 '부왕'(副王)이라는 말이나, 당에서 헌덕왕 2년(810년)에 신라에 보낸 《여신라왕김중희서》(與新羅王金重熙書)에 언급된 '부왕'(副王)을 김언승으로 간주하는 견지에서 부군은 '태자' 그 자체라기보다는 태자를 보좌하는 역할이고 태자와는 구별되어야 한다고 보아 김수승은 부군일 뿐 태자가 아니며 정교와 혼인한 '헌덕왕의 태자'는 기록에서 빠진 제3의 인물로 보아야 한다는 견해[6]도 존재한다.
2. ↑  《삼국사기》에는 헌덕왕에게 아들이 없었다고[5] 했지만, 《삼국유사》에서 동화사의 개조(開祖) 심지(心地)를 헌덕왕의 아들이라고[11] 하고 있는 등 기록되지 않은 다른 서자의 존재도 부정할 수는 없다.[12]